# Lucy Jaén
Lucila Aura Jaén Córdoba (Santo Domingo de Las Tablas, Panamá, 17 de enero de 1928 -- Ciudad de Panamá, Panamá, 27 de octubre de 2011), más conocida como Lucy Jaén, fue una de las cantalantes (intérprete de tamborito) y folcloristas de mayor trayectoria en Panamá. Su canto y trayectoria en la preservación de la herencia cultural panameña, ha permitido preservar cantos y tradiciones que datan de la época colonial y que han pasado de generación a generación gracias a la cultura de la oralidad en la gente de la campiña panameña. Es considerada la mayor exponente del canto de tamborito, expresión más antigua de la música tradicional panameña que constituye una fusión de la cultura española, india y africana, que consta de una "cantalante" que interpreta coplas, mientras un coro le contesta, acompañados del marco musical proporcionado por la caja, tambor repicador y tambor pujador.

## Biografía
Aprendió el canto del tamborito de su tía Verenice Córdoba, quien era cantadora de tamboritos y tunas en Santo Domingo de Las Tablas. Su vocación para cantar fue descubierta a la edad de ocho años, cuando el profesor de música Gonzalo Brenes, en una visita a la casa de su familia, se emocionó al escucharla cantando en el portal de la casa y la indujo a seguir cantando las piezas de la época: “Florecita Blanca”, “Ilachita Nueva” y “Me le da saludo a ella”. A partir de ese momento ya salía al pueblo a cantar acompañada de sus padres.
A los 16 años, su voz era conocida en toda la región de Azuero y cantaba en los pueblos de La Palma, Pedasí, La Laja, El Sesteadero, Guararé, Monagrillo, Sabanagrande, Mariabé y Chitré.
En un perote conoció a Eneida Cedeño, quien la invita a cantar. Desde ese momento Lucy canta en ferias, recepciones y era llamada en todas las fiestas que se daban en la ciudad de Las Tablas.
En 1944 gana su primer premio en la feria de las provincias centrales, con el grupo folclórico de Calle Arriba de Santo Domingo.  Ese año se desempeña como cantante del conjunto típico de José Vergara y del Conjunto Típico 5 Estrellas de Alfredo Escudero. En 1946 canta en el Conjunto Folclórico de Ítalo Herrera y en 1947 en el Conjunto Folclórico de Leónidas Cajar. En 1947 la Asociación de Santeños Residentes en Panamá, le otorgó el premio de “Sombrerito Tejido en Gancho” y el conjunto Aires Tableños de don Bolívar De Gracia, le otorga Medalla de Oro.
En 1949 viaja a Panamá, durante las vacaciones de verano, a la casa de su hermana Elvia Jaén, ubicada en calle 12, San Francisco de la Caleta.  En ese entonces, la llevan a cantar en Radio Panamericana y Radio la Voz del Pueblo. Así, en el programa “Sancocho Panameño”, tuvo la oportunidad de conocer y compartir con los profesores Manuel Zárate y Dora Pérez de Zárate. Luego, hace su primera grabación en la casa de quincha del señor Alcides Alba, acompañada por Ítalo Herrera, violinista de Santo Domingo, los tamboreros Edy McFarland y Hernán Alba, junto al cajero Benigno Córdoba. Esta grabación se realiza con un solo micrófono para recoger todos los instrumentos. Los temas fueron: “Yerbabuena”, “Pueblo Nuevo”, “Conejo Muleto” y “Por la Mañanita”. A partir de esa fecha se estableció en Panamá, en casa de su hermana Elvia.
En 1950 canta con el Conjunto Folclórico de Lucho Cajar y en 1951, por medio de la Cámara Junior, viajó por primera vez a Cuba, donde recibe un homenaje por su talento y bella voz.[cita requerida]
Entre 1961 y 1968 cantó en el Conjunto Folclórico Aires Tableños de don Bolívar De Gracia, notable folclorista santeño; en el conjunto Folclórico del violinista Tobías Plicet, en el Conjunto Canajagua, en el Conjunto Típico de Claudio Castillo, en el Conjunto Típico de los Hermanos Cruz, en el Conjunto Típico de los Hermanos Escudero, en el Conjunto Típico de Sindo López y en el Conjunto Típico de Rosa Cedeño.
En 1964 la Unión Folclórica Nacional, en el IV Certamen Nacional de Valores Folclóricos, le otorgó un diploma de honor como Cantalante del Año, galardón entregado por Manuel Zárate. En 1965 recibió el premio a la mejor presentación folclórica, durante el Festival Nacional de la Mejorana. En 1966 y en 1967, por segunda y tercera vez, respectivamente, la Unión Folclórica Nacional presidida por Manuel Zárate, le otorgó un diploma de honor como Cantalante del Año, siendo la única cantante panameña que ha sido distinguida de esta forma.[cita requerida]
Entre 1970 y 1994, fue directora e instructora en los Conjuntos Folclóricos de varias instituciones, entre ellas la Caja de Seguro Social, la Lotería Nacional de Beneficencia, el Instituto de Acueductos y Alcantarillados Nacionales (IDAAN), el Instituto Nacional de Telecomunicaciones (INTEL), el Instituto de Recursos Hidráulicos y Electrificación (IRHE), el Colegio Anglo-Mexicano, el Instituto Fermín Naudeau, el Ballet Folclórico Nacional y el Ballet Folclórico de Armando Julio.

## Muerte
El 27 de octubre de 2011 falleció en la ciudad  de Panamá, a sus 83 años, debido a un paro cardíaco. La misa de cuerpo presente se celebró en la Iglesia Santo Domingo de la Ciudad de Las Tablas Provincia de Los Santos. Antes de la misa, se recorrió la plaza en una tuna, para recordar su memoria tal como ella lo pidió. Sus últimas palabras fueron: Que orgullo es ser santeña.

## Contribución a la cultura musical de Panamá
Lucy Jaén conservó inalterable una tradición musical iniciada hace más de tres siglos, en la región de Azuero en Panamá. El disfrute y estudio de la letra y el contenido musical de los tamboritos interpretados por su voz, constituyeron un aporte de gran valor en el estudio del origen y evolución de las costumbres y tradiciones campesinas panameñas.[cita requerida]
La trayectoria de Lucy en la conservación del auténtico folclor panameño la convirtió en un importante punto de referencia, a través del cual puede entenderse la esencia nacional de Panamá: su gente, valores, tradiciones, historia y folclor.[cita requerida]

## Reconocimientos
Entre más de cien reconocimientos y galardones otorgados a Lucy Jaén se destacan: la Orden Belisario Porras en el Grado de Comendadora, que le fue otorgada en 1985 por el gobierno panameño por "su notable contribución a la preservación del auténtico folclor nacional"; las llaves de la Ciudad de Panamá y pergamino de reconocimiento que le fueron entregadas en 1997, las llaves del distrito de San Miguelito y pergamino de reconocimiento que le fueron entregadas en 1998. En 2003 fue declarada hija meritoria del pueblo de Las Tablas y persona sobresaliente de la provincia de Los Santos. La Presidenta de la República, Mireya Moscoso, la distinguió como la abanderada nacional de Panamá, en el día de la bandera, durante las festividades por el Centenario de la República de Panamá en 2003, y en 2009 la Cancillería de la República de Panamá, le otorgó la Orden Vasco Núñez de Balboa en el grado de Caballero, que es la más alta distinción de la República de Panamá.

## Discografía
- Álbum en DVD+CD El Tamborito es para siempre, 2009 Discos Tamayo, obtuvo disco de oro y paso la precalificación para los Premios Grammy Latinos en 2010.
- Álbum en DVD+CD Tradición y Folclor de mi tierra, 2011 Discos Tamayo.
- Álbum en CD Lucy Jaén Por Siempre, 2012 Discos Tamayo.